# Thuốc xịt mũi
Thuốc xịt mũi, được sử dụng để cung cấp thuốc tại chỗ trong khoang mũi hoặc thực hiện một cách có hệ thống. Chúng được sử dụng tại chỗ cho các điều kiện như nghẹt mũi và viêm mũi dị ứng. Trong một số tình huống, đường dẫn mũi được ưu tiên cho trị liệu toàn thân vì nó cung cấp một sự thay thế dễ chịu cho thuốc tiêm hoặc thuốc thông thường. Các hóa chất có thể được đồng hóa cực kỳ nhanh chóng và trực tiếp qua mũi.  Nhiều loại thuốc dược phẩm tồn tại dưới dạng thuốc xịt mũi để quản trị toàn thân (ví dụ như điều trị đau, đau nửa đầu, loãng xương và buồn nôn). Các ứng dụng khác bao gồm liệu pháp thay thế hormone, điều trị bệnh Alzheimer và bệnh Parkinson. Thuốc xịt mũi được xem là một cách vận chuyển thuốc hiệu quả hơn với tiềm năng sử dụng trong việc vượt qua hàng rào máu não.

## Thuốc kháng histamine
Thuốc kháng histamine hoạt động bằng cách cạnh tranh các vị trí thụ thể để ngăn chặn chức năng của histamine, do đó làm giảm tác dụng viêm. Thuốc xịt mũi kháng histamine bao gồm:
- Azelastine hydrocholoride
- Levocabastine hydrocholoride
- Olopatadine hydrochloride

## Corticosteroid
Thuốc xịt mũi corticosteroid có thể được sử dụng để làm giảm các triệu chứng viêm xoang, viêm mũi dị ứng, viêm mũi dị ứng và viêm mũi không dị ứng (lâu năm). Chúng có thể làm giảm viêm và sản xuất histamine trong đường mũi, và đã được chứng minh là làm giảm nghẹt mũi, chảy nước mũi, ngứa mũi và hắt hơi. Tác dụng phụ có thể bao gồm đau đầu, buồn nôn và chảy máu mũi.   Thuốc xịt mũi Corticosteroid bao gồm:
- Beclometasone dipropionate
- Budesonide
- Ciclesonide
- Flunisolide
- Fluticasone furoate
- Fluticasone propionate
- Mometasone
- Triamcinolone acetonide

## Nước muối
Thuốc xịt nước muối thường không dùng thuốc. Một dung dịch nước muối có chứa natri chloride được phân phối để giúp giữ ẩm cho lỗ mũi khô hoặc bị kích thích. Đây là một hình thức tưới mũi. Họ cũng có thể làm giảm nghẹt mũi và loại bỏ các chất kích thích trong không khí như phấn hoa và bụi do đó giúp giảm dị ứng xoang.
Có ba loại chế phẩm xịt mũi natri chloride bao gồm hypertonic (3% natri chloride hoặc nước biển), isotonic (natri chloride 0,9%) và hypotonic (0,65% natri chloride). Các dung dịch đẳng trương có nồng độ muối tương đương với cơ thể con người, trong khi các dung dịch ưu trương có hàm lượng muối cao hơn và các dung dịch hypotonic có hàm lượng muối thấp hơn. Thuốc xịt mũi nước muối đẳng trương thường được sử dụng ở trẻ sơ sinh và trẻ em để rửa sạch chất nhầy đặc từ mũi trong trường hợp viêm mũi dị ứng. Các giải pháp hypertonic có thể hữu ích hơn trong việc hút độ ẩm từ màng nhầy và làm giảm nghẹt mũi.
Thuốc xịt mũi tự nhiên bao gồm các phức hợp hóa học có nguồn gốc từ các nguồn thực vật như gừng, capsaicin và dầu cây trà cũng có sẵn. Tuy nhiên, không có bằng chứng xác minh thử nghiệm nào cho thấy chúng có ảnh hưởng có thể đo được đối với các triệu chứng.